# Altiplano de Túquerres e Ipiales
|  |

El altiplano de Túquerres e Ipiales es una meseta comprendida entre los municipios de Túquerres e Ipiales, en el departamento colombiano de Nariño. Forma parte del altiplano nariñense, que concentra la mayoría de habitantes de la región. Es la zona más alta del departamento, con un promedio de 2900 metros sobre el nivel del mar, y a su alrededor destacan elevaciones como los volcanes Cumbal, Chiles, Cerro Negro y Azufral. La sabana de Túquerres posee los suelos más ricos debido a la presencia volcánica. 
Además de las localidades que dan su nombre a esta zona, incluye los municipios de Aldana, Carlosama, Cumbal, Guachucal, Pupiales y Sapuyes.